# Židovský hřbitov v Rabí
Židovský hřbitov v Rabí, založený před rokem 1724, se nachází jihozápadně od náměstí v Rabí a jeho zeď se připojuje k vnější hradební zdi zdejšího hradu. Je chráněn jako kulturní památka České republiky.
Poslední pohřeb se zde konal roku 1911 a dodnes se dochovalo přes sto náhrobních kamenů. Detailní katalog jejich epitafů i s komentářem získáte kliknutím na příslušné číslo (269) v seznamu hřbitovů. 
Existuje legenda, která říká, že ten, kdo dá kamínek na náhrobek Benjamina, syna Jicchaka Segala z roku 1732 v horní části areálu u zdi, tomu se vyplní přání, bude-li nezištné a bez zlých úmyslů.
V obci se též nachází bývalá synagoga.